# 黃金夜總會
《黃金夜總會》是三立台灣台秀場形式綜藝節目，前身為三立影視錄影秀《三立五虎將 金牌點唱秀》。從1995年至2007年播出，集數約2000多集，三立大樂隊伴奏。製作當中不斷的求新求變，曾獲得兩座電視金鐘獎的肯定，更曾是三立台灣台的鎮台之寶。2011年11月12日，承繼《黃金夜總會》的精神，走出戶外，以全新節目《超級夜總會》再次與大家見面。

## 沿革
- 1995年：黃金夜總會在三立綜藝台開播。
- 1997年：人事異動，新兵加入：許效舜、馬世莉、NONO、洪都拉斯、白雲、陳為民、九孔，同時創造鐵獅玉玲瓏、福州伯和石頭家族。
- 2001年：單元鐵獅玉玲瓏因大受歡迎，單獨出版CD及DVD。
- 2002年：節目轉型，改往音樂型態發展。
- 2003年：最高收視率衝向7.87，再創有線電視綜藝節目的新高。
- 2004年：澎恰恰和江淑娜榮獲金鐘獎最佳歌唱節目主持人獎。
- 2005年：澎恰恰因為性愛光碟事件暫時離開，找來第一代主持人賀一航回鍋主持，並請來胡瓜、小嫻、歐漢聲、聶雲、羅時豐、侯怡君、詹雅雯代班主持。
- 2006年：澎恰恰回鍋主持；同年澎恰恰和賀一航再得到金鐘獎最佳音樂主持人獎。
- 2007年：因為三立台灣台八點檔連續劇延長兩小時壓縮播出時間，導致停播。三立大樂隊走入歷史。
- 2010年8月28日：每週六及週日晚間七點重播。
- 2011年11月12日：承繼黃金夜總會的精神，走出戶外，以全新節目超級夜總會再次與大家見面。

## 歷屆主持人
- 第一代：余天、賀一航、澎恰恰、陽帆、小亮哥(三立五虎將)
- 第二代：余天、賀一航、澎恰恰、陽帆、傅娟
- 第三代：余天、澎恰恰、陽帆、傅娟
- 第四代：余天、澎恰恰、陳亞蘭、許效舜
- 第五代：余天、澎恰恰、許效舜、馬世莉
- 第六代：澎恰恰、許效舜、馬世莉（余天轉到八大電視）
- 第七代：澎恰恰、江淑娜
- 第八代：賀一航（賀一航重回黃金夜總會）
- 第九代：澎恰恰、賀一航（澎恰恰重回黃金夜總會）

## 余天時期

### 明星專訪
節目主要單元，前期余天會帶領主持群先節目開場，並介紹來賓（及歌手）及歌手所唱之歌曲，歌手唱完及來賓表演結束後開始進行訪問。節目改版後明星專訪挪到節目後半段開始，由余天及主持群介紹來賓（及歌手），來賓表演結束或歌手唱完歌曲後再進行訪問。

### 黃金家庭
由余天、澎恰恰、許效舜、馬世莉四人組成黃金家庭，互相鬥嘴的情境喜劇單元。

### 黃金百老匯
固定播映的無厘頭時裝搞笑短劇單元。

### 黃金那卡西
由余天、賀一航、澎恰恰、陽帆、小亮哥五人組成那卡西樂團，互相鬥嘴的爆笑單元。

### 黃金爆笑劇
黃金夜總會早期的無厘頭搞笑短劇單元，後來節目單元改版為「黃金九點檔」。

### 黃金九點檔
前身單元為「黃金爆笑劇」，固定播映的無厘頭爆笑古裝短劇單元，短劇名稱各不相同，演員身穿古裝，不分朝代，不照劇本即興亂演。

### 黃金舞台
節目主要單元，訪問主持人輪替或一起主持，每次歌手演唱前，余天開始介紹表演，歌手唱完開始進行訪問。

### 不怕你會紅
由素人報名，模仿著名的歌手，在由現場觀眾進行評分，分數最高者為獲勝。

### 電視紀念專輯
由藝人、素人模仿過去的歌手及藝人，並接受主持人訪問。

### 福州伯
搞笑短劇單元，由許效舜飾演主角「福州伯」。福州伯的店面開張時，三立大樂隊先伴奏開場曲〈福州伯的故事〉（鄭進一、陳維祥作詞，許石作曲）由福州伯唱，唱完便開演短劇。

## 澎恰恰時期

### 明星專訪
節目主要單元，每次歌手演唱前，澎恰恰與主持搭檔開始介紹表演，歌手唱完開始進行訪問。節目改版後，改成歌手先演唱，澎恰恰與主持搭檔再進行訪問。

### 黃金九點檔
跟余天時期相同，固定播映的無厘頭爆笑古裝短劇單元，短劇名稱各不相同。演員身穿古裝，不分朝代，不照劇本，即興亂演。

### 福州伯
跟余天時期相同。

### 心海托盤
由洪都拉斯模仿星海羅盤葉教授，在節目中開示的爆笑單元。

### 媽媽的加菜金
仿自中國電視公司綜藝節目《紅白勝利》的外景遊戲單元〈婆婆媽媽踢踢樂〉，讓婆婆媽媽們「踢球拿獎金」。

### XXX電視LIVE秀
「XXX」為人名。晚期的單元，邀請當紅藝人來唱歌與接受訪問。

### 台灣真感動
講解該單元來賓辛酸史及台灣民俗傳統，用國樂加上爵士樂的演奏襯托懷念老歌的味道。

### 黃金音樂舞蹈教室
邀請劉真、周志坤老師、李志堯舞蹈老師，指導藝人搭配流行歌曲跳舞。

### 全民來軋舞
與黃金舞蹈教室同單元,邀請侯怡君擔任侯莎蕾老師,指導藝人跳舞.

## 經典人物
- 貴寶、福州伯：許效舜飾演
- 珠寶：澎恰恰飾演
- 洪教授：飾演

## 作品的變遷
| 臺灣 三立台灣台、三立戲劇台 每週六 18:30-20:00 | 臺灣 三立台灣台、三立戲劇台 每週六 18:30-20:00 | 臺灣 三立台灣台、三立戲劇台 每週六 18:30-20:00 |
| ---------------------------------------------- | ---------------------------------------------- | ---------------------------------------------- |
|                                                | 黃金夜總會 （1995年-2011年11月5日）            |                                                |
| —                                              | 超級夜總會 （2011年11月12日-至今）             |                                                |